# Jan Peter Bremer

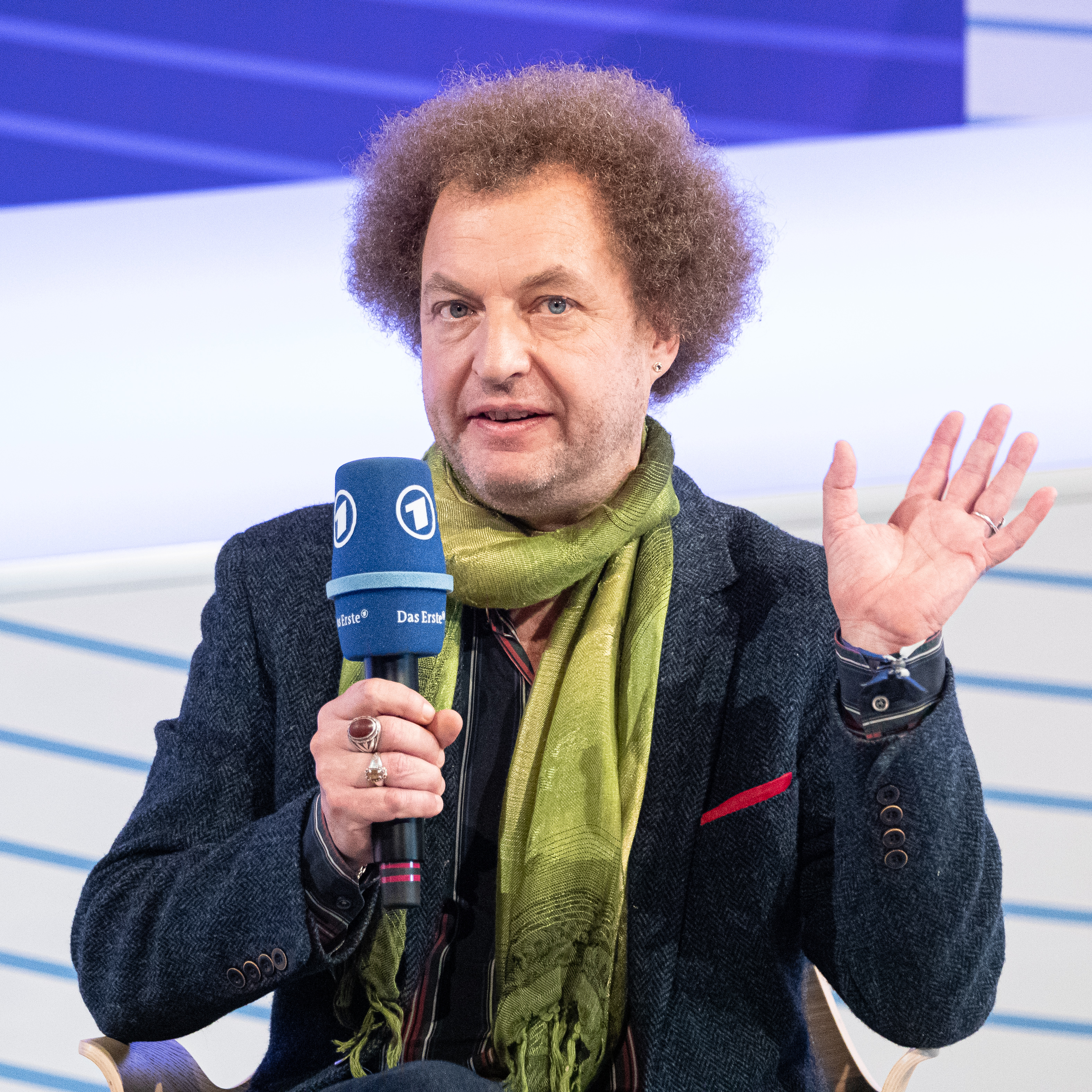
Jan Peter Bremer, 2019

Jan Peter Bremer (* 16. Februar 1965 in Berlin-Charlottenburg) ist ein deutscher Schriftsteller.

## Leben
Jan Peter Bremer ist der Sohn des Künstlers Uwe Bremer. 1970 zog die Familie von West-Berlin in das Dorf Gümse im Landkreis Lüchow-Dannenberg. Bremer besuchte die Realschule und das Gymnasium in Dannenberg. Nach dem Abitur zog er 1988 nach Berlin, wo er diverse Jobs ausübte und begann, seine schriftstellerischen Arbeiten zu veröffentlichen.
Bremer ist Verfasser von Romanen und minimalistischen Prosatexten, die häufig zum Grotesken tendieren; stilistische Vorbilder des Autors sind dabei vor allem Franz Kafka und Robert Walser.
Bremer erhielt unter anderem folgende Auszeichnungen: das Bertelsmann-Stipendium beim Ingeborg-Bachmann-Wettbewerb 1993 in Klagenfurt; den Ingeborg-Bachmann-Preis 1996 und ein Literaturstipendium der Stiftung Preußische Seehandlung; 2000 den Förderpreis zum Nicolas Born-Preis des Landes Niedersachsen; 2007 das Sylter Stipendium Inselschreiber; 2008 ein Stipendium für das Künstlerhaus Edenkoben. 2011 wurde er mit dem Alfred-Döblin-Preis ausgezeichnet, 2012 mit dem Mörike-Preis der Stadt Fellbach und dem Nicolas-Born-Preis des Landes Niedersachsen und 2017 erhielt er das Calwer Hermann-Hesse-Stipendium.
2019 gelangte sein Roman Der junge Doktorand auf die Longlist des Deutschen Buchpreises.
Bremer ist Mitglied im PEN-Zentrum Deutschland.
Er ist verheiratet und lebt mit seiner Familie (Sohn und Tochter) in Berlin-Kreuzberg.

## Werke
- In die Weite. 17 Kurztexte. Edition Mariannenpresse, Berlin 1987, ISBN 3-922510-40-X.
- Einer, der einzog, das Leben zu ordnen. Roman. Gatza, Berlin 1991, ISBN 3-928262-00-9.
- Der Palast im Koffer. Roman. Gatza, Berlin 1992, ISBN 3-928262-10-6.
- Der Fürst spricht. Roman. Eichborn, Frankfurt am Main 1996, ISBN 3-8218-0640-0.
- Feuersalamander. Roman. Berlin Verlag, Berlin 2000, ISBN 3-8270-0326-1.
- Still Leben. Kurzroman. Berlin Verlag, Berlin 2006, ISBN 3-8270-0640-6.
- Mit spitzen Ohren. Bloomsbury, Berlin 2010, ISBN 3-8270-5370-6.
- Der amerikanische Investor. Roman. Berlin Verlag, Berlin 2011, ISBN 978-3-8270-1035-3.
- Der junge Doktorand. Roman. Berlin Verlag, Berlin 2019, ISBN 978-3-8270-1389-7.
- Nachhausekommen. Roman. Berlin Verlag, Berlin 2023, ISBN 978-3-8270-1491-7.